# Киркланд (Вашингтон)
Киркланд (енгл. Kirkland) град је у америчкој савезној држави Вашингтон. По попису становништва из 2010. у њему је живело 48.787 становника.

## Демографија
Према попису становништва из 2010. у граду је живело 48.787 становника, што је 3.733 (8,3%) становника више него 2000. године.
| Група             | 2000.          | 2010.          |
| Белци             | 37.438 (83,1%) | 37.024 (75,9%) |
| Афроамериканци    | 717 (1,6%)     | 855 (1,8%)     |
| Азијати           | 3.512 (7,8%)   | 5.490 (11,3%)  |
| Хиспаноамериканци | 1.852 (4,1%)   | 3.085 (6,3%)   |
| Укупно            | 45.054         | 48.787         |